# Arrondissement Albertville
Albertville (Savoyaards: Arbèrtvela) is een arrondissement van het Franse departement Savoie in de regio Auvergne-Rhône-Alpes. De onderprefectuur is Albertville.

## Kantons
Het arrondissement was tot 2014 samengesteld uit de volgende kantons:
- Kanton Aime
- Kanton Albertville-Nord
- Kanton Albertville-Sud
- Kanton Beaufort
- Kanton Bourg-Saint-Maurice
- Kanton Bozel
- Kanton Grésy-sur-Isère
- Kanton Moûtiers
- Kanton Ugine

Na de herindeling van de kantons bij decreet van 27 februari 2014, met uitwerking op 22 maart 2015, zijn dat: 
- Kanton Albertville-1
- Kanton Albertville-2
- Kanton Bourg-Saint-Maurice
- Kanton Moûtiers
- Kanton Ugine